# Achalinus werneri
Achalinus werneri (jap. アマミタカチホヘビ, Amami-Takachiho-Hebi) ist eine Schlangenart der Gattung Achalinus aus der Familie der Höckernattern (Xenodermidae).

## Merkmale
Achalinus werneri

Link zum Bild

Bei Achalinus werneri handelt es sich um eine kleine Schlangenart mit einer Gesamtlänge von etwa 30 bis 60 cm. Auf der Rückseite ist die Beschuppung glänzend bläulich-schwarzbraun mit an der Körpermitte verlaufenden schwarzen vertikalen Streifen. Die Unterseite ist gelblich-cremefarben bis gelb, und der Schwanz ist tendenziell etwas dunkler als der Rumpf.
Die Art unterscheidet sich von der ebenfalls in Japan verbreiteten Art Achalinus spinalis durch ihre deutlich gelbe Unterseite und durch das Fehlen schwarzer Streifen am Schwanz. Darüber hinaus beträgt die Anzahl der dorsalen Schuppenreihen 21 bis 23 in der Mitte des Rumpfes im Vergleich zu 25 bis 27 bei A. spinalis und der Schwanz ist länger mit 90–98 vs. 55–64 Subcaudalia bei Männchen und 67–85 vs. 40–52 bei Weibchen.

## Lebensweise

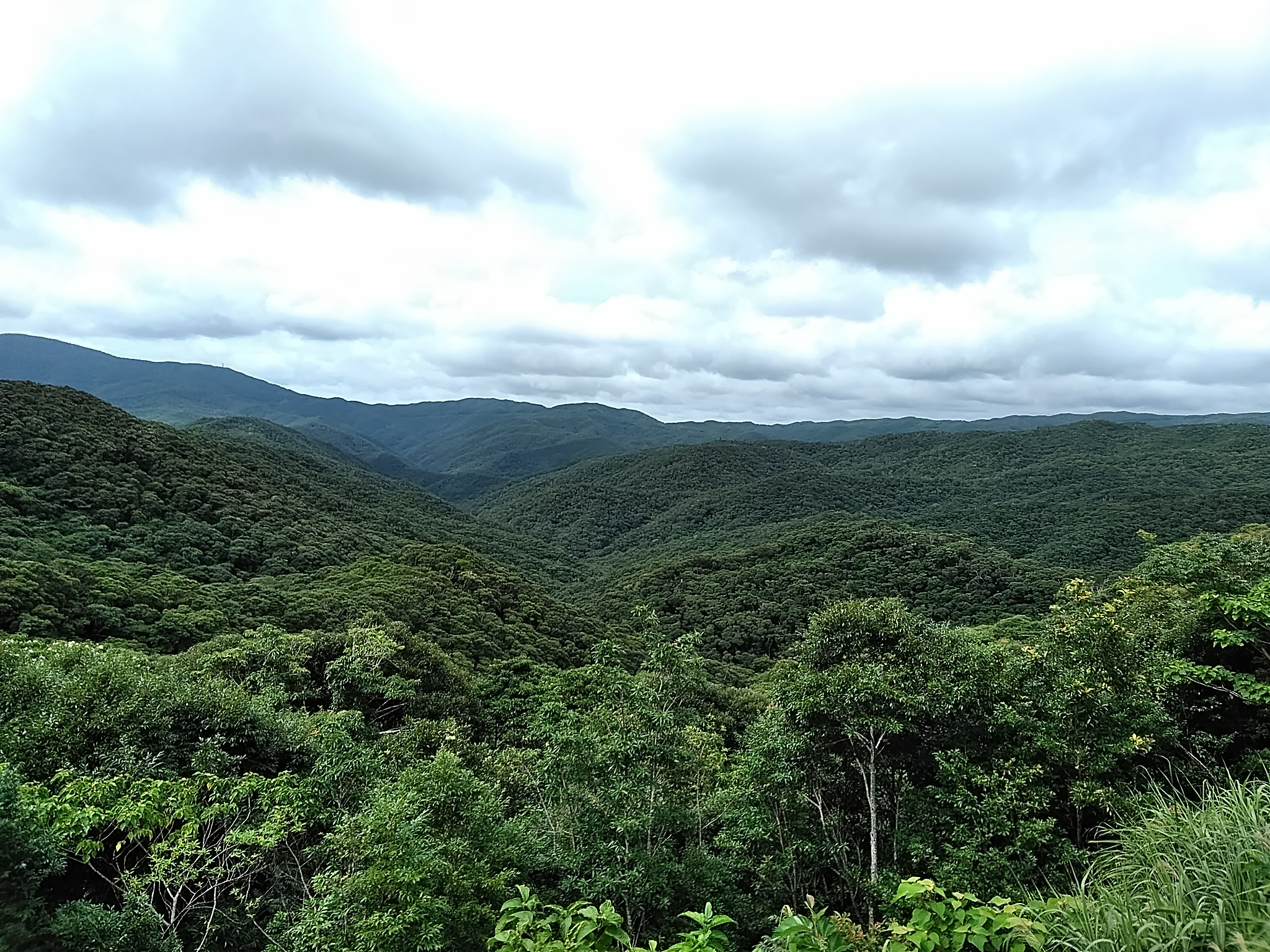
Die Wälder auf Amami-Ōshima sind ein Habitat der Schlangen.

Achalinus werneri lebt vorzugsweise in Bergwäldern, in denen die Feuchtigkeit des Waldbodens das ganze Jahr über aufrechterhalten wird, und an Orten mit umgestürzten Bäumen und Steinmauern, die als Schutz dienen. Gelegentlich ist sie auch an der Grenze zu bewohnten Gebieten zu finden. Tagsüber versteckt sie sich in den Lücken zwischen Steinmauern oder unter umgestürzten Bäumen und Steinen im Wald. Nachts kriecht sie heraus und wühlt gattungstypisch nach Regenwürmern. Die Art ist ovipar (eierlegend). Die Weibchen legen Gelege von 3 bis 8 Eiern. A. werneri wird als sanftmütig und nicht beißend beschrieben. Wenn sich die Schlangen bedroht fühlen, rollen sie sich zu einem Ball zusammen.

## Verbreitungsgebiet und Gefährdung
Die Art ist in Japan endemisch, wo sie auf den zentralen Ryūkyū-Inseln vorkommt. Dazu zählen die Inseln Amami-Ōshima, Kakeroma-jima, Tokunoshima, Okinawa-jima und Tokashiki-jima. Das gesamte Verbreitungsgebiet hat eine Fläche von etwa 2266 km².
Zwei weitere in Japan verbreitete Arten der Gattung Achalinus sind Achalinus spinalis und Achalinus formosanus. Letztere ist auf den Yaeyama-Inseln verbreitet und A. spinalis über die Ryūkyū-Inseln hinaus nach Norden auch auf den Hauptinseln Kyūshū, Shikoku und Teilen Honshūs.
Die IUCN sowie die nationale Rote Liste gefährdeter Reptilien Japans stuft die Art als potentiell gefährdet („Near Threatened“) ein. Es gibt keine quantitativen Daten zur Gesamtpopulation. Die Schlangen sind anfällig für Trockenheit und hohe Temperaturen. Die zunehmende Fragmentierung von Lebensräumen durch Abholzung und den Bau von Forstwegen ist eine Bedrohung für die Art, da die Schlangen trockene Räume zwischen geeigneten Lebensräumen nicht durchqueren, sodass isolierte Populationen entstehen. Eine weitere Bedrohung sind eingeführte Kleine Mungos (Urva auropunctata).

## Systematik
Achalinus werneri wurde 1912 von dem US-amerikanischen Herpetologen John Van Denburgh erstbeschrieben. Es werden keine Unterarten unterschieden. Das Artepitheton leitet sich vermutlich von Franz Werner, einem österreichischen Zoologen, ab.